# Maurice Lefebvre (football)
Maurice Lefebvre, né le 23 juillet 1888 et mort le 6 avril 1965 à Anvers, est un joueur de football international belge actif avant la Première Guerre mondiale. Il joue durant toute sa carrière pour le Daring Club de Bruxelles, au poste de milieu de terrain.

## Carrière en club
Maurice Lefebvre fait ses débuts avec l'équipe première du Daring en 1904, alors qu'il a à peine seize ans. Le club évolue en Division d'Honneur, le plus haut niveau du football belge à l'époque. Le club fait partie du sub-top national et le joueur s'impose rapidement dans le onze de bae de l'équipe. Ses bonnes prestations lui permettent d'être appelé en équipe nationale belge en avril 1909 pour un match amical face à l'équipe d'Angleterre amateur, qui tourne à la débâcle avec une défaite 11-2. Un an plus tard, Maurice Lefebvre arrête le football.

### Statistiques
| Saison                | Club                  | Championnat           | Championnat | Championnat | Coupe(s) nationale(s) | Coupe(s) nationale(s) | Total | Total |
| Saison                | Club                  | Division              | M.          | B.          | M.                    | B.                    | M.    | B.    |
| 1904-1905             | Daring CB             | Division 1            | -           | -           | 0                     | 0                     | 0     | 0     |
| 1905-1906             | Daring CB             | Division 1            | -           | -           | 0                     | 0                     | 0     | 0     |
| 1906-1907             | Daring CB             | Division 1            | -           | -           | 0                     | 0                     | 0     | 0     |
| 1907-1908             | Daring CB             | Division 1            | -           | -           | 0                     | 0                     | 0     | 0     |
| 1908-1909             | Daring CB             | Division 1            | -           | -           | 0                     | 0                     | 0     | 0     |
| 1909-1910             | Daring CB             | Division 1            | -           | -           | 0                     | 0                     | 0     | 0     |
| Total sur la carrière | Total sur la carrière | Total sur la carrière | 1           | -           | 0                     | 0                     | 1     | 0     |

## Carrière en équipe nationale
Maurice Lefebvre compte une convocation et un match joué en équipe nationale belge. Celui-ci a lieu le 17 avril 1909 à Londres à l'occasion d'un match amical face à l'équipe d'Angleterre amateur. Le score final est sans appel, 11-2 pour les Anglais, qui infligent à la Belgique la plus lourde défaite de son histoire.

### Liste des sélections internationales
Le tableau ci-dessous reprend toutes les sélections de Maurice Lefebvre. Le score de la Belgique est toujours indiqué en gras.
| Date       | Compétition  | Adversaire         | Lieu    | Score | Remarque |
| ---------- | ------------ | ------------------ | ------- | ----- | -------- |
| 17/04/1909 | Match amical | Angleterre amateur | Londres | 11-2  |          |